# Cheonggyecheon

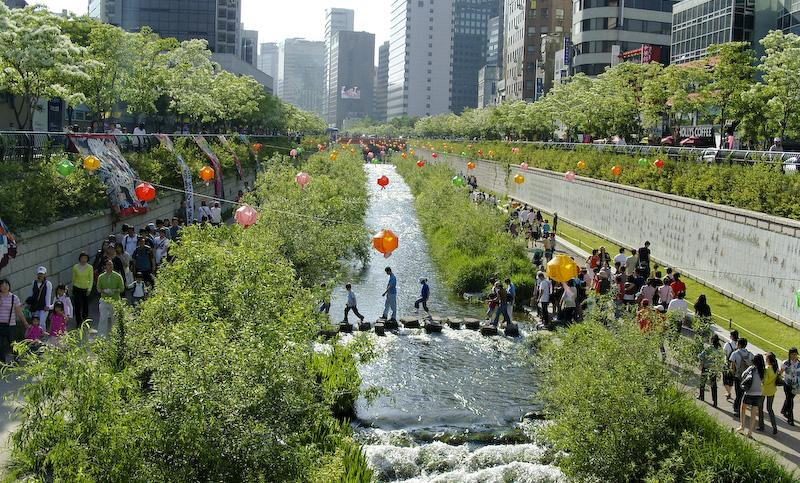
Cheonggyecheon en 2008

Cheonggyecheon (hangul: 청계천) es un espacio moderno de recreación público en el centro de Seúl, la capital de Corea del Sur. Con 8.4 kilómetros de longitud, este proyecto de renovación urbana está situado sobre un arroyo que, por el milagro económico que el país tuvo tras la guerra de Corea, debió ser cubierto por infraestructura de transporte. El proyecto fue inicialmente objeto de críticas, ya que su costo se estimaba en 900 millones de dólares; pero tras su apertura en 2005, con un costo de aproximadamente 281 millones de dólares, se ha vuelto popular entre los residentes y turistas.

## Geografía
El arroyo Cheonggyecheon tiene 5.8 km de longitud y fluye de oeste a este a través del centro de Seúl, cruza con Jungnangcheon (hangul: 중랑천), que es un afluente del río Han, y desemboca en el mar Amarillo. Durante la presidencia de Syngman Rhee (1948-1960), Cheonggyecheon estuvo cubierto de caminos de concreto. En 1968, durante la presidencia de Park Chung-hee, se construyó una autopista elevada sobre él.

## Historia
Al arroyo se le nombró Gaecheon (‘’arroyo abierto’’) tras el primer proyecto de renovación para construir un sistema de drenaje durante la Dinastía Joseon. El trabajo, que incluía dragado y refuerzo de las orillas del arroyo, además de construir puentes, se llevaba a cabo cada 2 o 3 años, durante el reinado de Taejong: tercer rey de la dinastía. El Rey Yeongjo tomó dicha remodelación como un proyecto nacional.
Gacheon cambió su nombre a Cheonggyecheon durante la Ocupación japonesa de Corea; durante este período, las dificultades financieras impidieron que los japoneses pudieran cubrir el arroyo, a pesar de que existierion intentos de hacerlo.
Tras la guerra de Corea (1950–1953), le gente comenzó a migrar a Seúl y se asentaron junto al arroyo en casas provisionales. La basura, arena, desperdicios y condiciones en deterioro que acompañaban al arroyo lo hicieron poco atractivo a la vista. Fue cubierto con concreto por más de 20 años, comenzando en 1958; la carretera de 5.6 km de largo por 16 m de ancho fue terminada en 1976. Esa área se convirtió en un ejemplo de industrialización y modernización exitosa en Corea del Sur. 

## Restauración

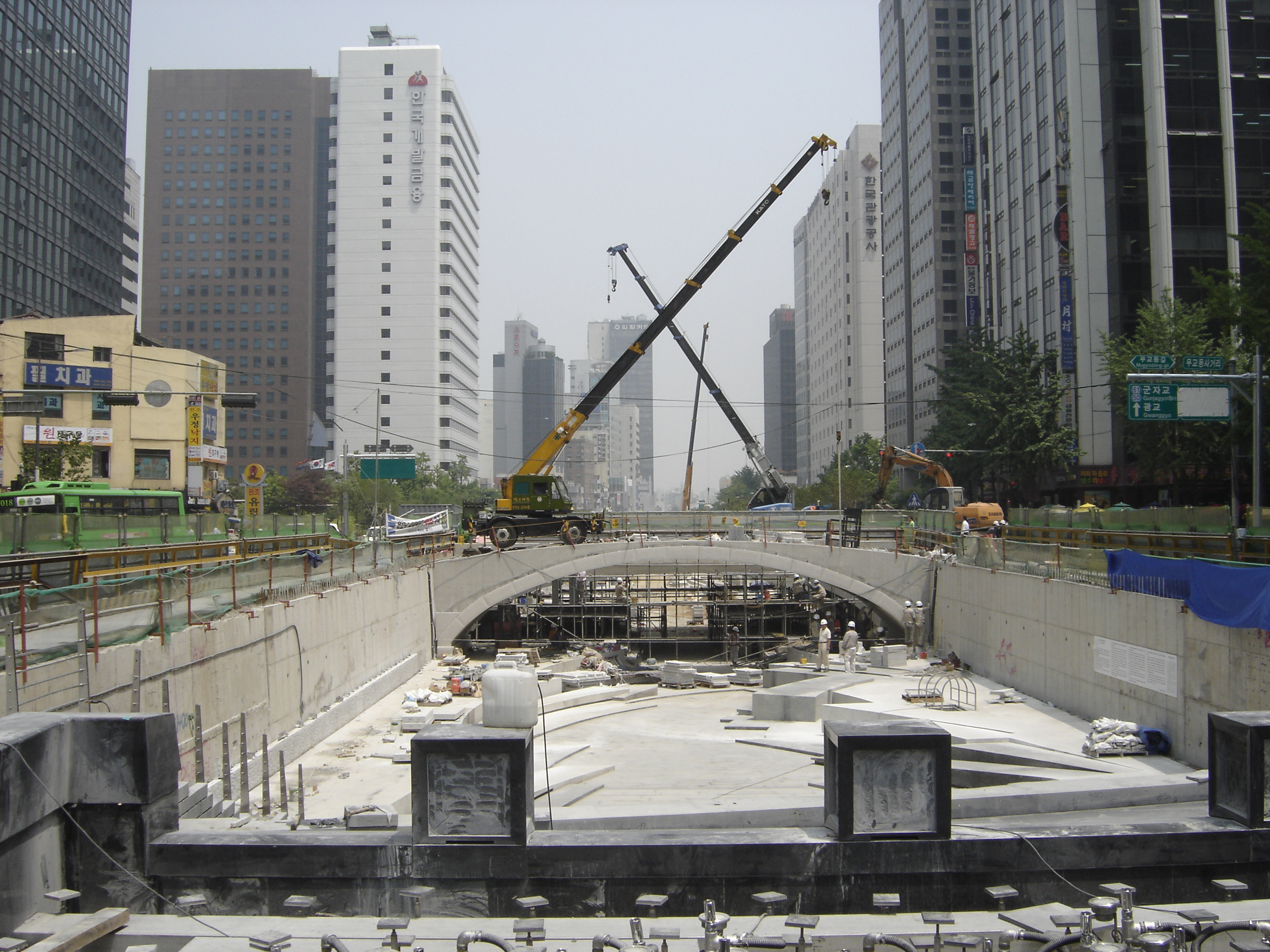
Cheonggyecheon en restauración en 2005

En julio de 2003, el entonces alcalde de Seúl: Lee Myung-bak inició un proyecto para eliminar la carretera y restaurar el arroyo. La tarea era laboriosa, no solo por el hecho de quitar la carretera, sino también por los años de negligencia que dejaron casi seco el río. 120,000 toneladas de agua fueron bombeadas a Cheonggyecheon desde el río Han, sus afluentes y ríos subterráneos.
Durante ese tiempo, los problemas de seguridad también estaban presentes por el deterioro de la carretera. Pero a pesar de todo, la restauración de Cheonggyecheon tomó parte importante del movimiento de reintroducir la naturaleza a la ciudad y promover el diseño urbano ecológico. Entre otros objetivos del proyecto se encontraban restaurar la historia y cultura de la región, perdidos por 30 años; además de revitalizar la economía de la capital: Seúl. 
El Gobierno Metropolitano de Seúl estableció varias organizaciones que supervisaran la restauración de Cheonggyecheon: el Cuartel del Proyecto de Restauración de Cheonggyecheon para tener el control de toda obra, el Comité de Ciudadanos para el Proyecto de Restauración de Cheonggyecheon para el manejo de conflictos entre el Gobierno Metropolitano de Seúl y la Unión de Mercantes, y finalmente la Corporación de Investigación y Restauración de Cheonggyecheon para el establecimiento y revisión de los planes de restauración. 
Para poder lidiar con la congestión vial que se derivaría, el Cuartel del Proyecto de Restauración de Cheonggyecheon estableció medidas de flujo de tránsito en la sección del centro afectada por la restauración, también coordinó cambios en el sistema de tránsito del centro con información de la Corporación de Investigación y Restauración de Cheonggyecheon.
La restauración de dos puentes históricos: Gwangtonggyo (Hangul:광통교) y Supyeogyo (Hangul: 수표교), también fue atendida, dado que varios grupos de interés opinaron sobre cómo restaurar los sitios culturales e históricos, así como la prevalencia de los puentes o si debían ser remplazados.
El proyecto de restauración tenía como propósito la identidad de ambiente natural y prestigios históricos existentes en el Distrito financiero de Seúl, así como reforzar la zona de negocios adyacente con tecnologías de información e industrias digitales. El plan también alentaba el regreso de los caminos para el peatón conectando el arroyo con lugares tradicionales, como. Bukchon, Daehangno, Jungdong, Namchon y Donhwamungil. Esta red, llamada CCC (Cinturón Cultural de Cheonggyecheon), creó una base cultural y medioambiental para la capital.

## Logros
El arroyo fue inaugurado en septiembre de 2005 como un éxito en renovación urbana y embellecimiento. Sin embargo, hubo una oposición considerable por parte de la administración anterior de Goh Kun. Éste temía gentrificación de los alrededores, llenos de tiendas y negocios pequeños. 
El logro más significativo del proyecto fue el uso de agua limpia y la creación de un hábitat natural. Ciertas especies de peces, aves e insectos han incrementado en población desde la remodelación. El arroyo también ayuda a bajar la temperatura de las áreas cercanas 3.6 C, en relación con otras zonas de Seúl. El número de vehículos que entran al centro de Seúl ha decrecido en un 2.3%, aumentando el uso del autobús en un 1.4% y el metro en un 4.3% (un promedio de 430,000 personas por día); todo esto en como resultado de la demolición de las autopistas. Ha tenido una influencia positiva ya que mejora la calidad del ambiente atmosférico. 
Con el proyecto se quiso promover la economía urbana aplificando la infraestructura de la ciudad tan competitiva, pero dentro del área de negocios cercano al arroyo. El proyecto de renovación urbana revitalizó el centro de Seúl y Cheonggyecheon se volvió un centro de actividades económicas y culturales. 
La restauración trajo balance entre el norte y el sur del arroyo. Durante la era de modernización, el centro estaba dividido en norte y sur por sus características y funciones. El proyecto ayudó a conectar cultural y ambientalmente ambas zonas por medio de una estructura urbana, resultando en un desarrollo sustentable y balanceado para las zonas de norte y sur del río Han. 
El tráfico alrededor de la ciudad se volvió más fluido cuando la autopista se eliminó, se ha citado dicho caso como un ejemplo real de la Paradoja de Braess.

## Costo
Inicialmente, se había anticipado un costo de 439 mil millones de wons, pero el costo final terminó en poco más de 386 mil millones de wons (aproximadamente 281 millones de dólares americanos). Algunas organizaciones medioambientalistas coreanas han criticado el proyecto por su alto costo y falta de autenticidad ambiental e histórico, llamándola meramente simbólica y no un verdadero beneficio para el ambiente. En vez de usar la restauración como un proyecto de desarrollo urbano, las organizaciones por el medio ambiente han pedido una recuperación a largo plazo histórica y ecológica de toda la cuenca de Cheonggyecheon.
El costo de manutención de Cheonggyecheon ha ido en aumento cada año.

## Otras lecturas
- M.-R. Cho, "The Politics of Urban Nature Restoration, The Case of Cheonggyecheon Restoration in Seoul, Korea," International Development Planning Review, Vol. 32, No. 2, 2010.
- J. H. Shin, "Dream and Hope of Korea, Cheonggyecheon Restoration," Magazine of Korean Water Resources Association, Vol. 37, No. 1, 2004.
- B. Križnik, "Urban Regeneration in Global Seoul: New Approaches, Old Divides?" Wiener Beiträge zur Koreaforschung, Vol. 2, No. 1, 2010.